# Okres Włodawa
Okres Włodawa (polsky Powiat włodawski) je okres v polském Lublinském vojvodství, který na východě sousedí s Ukrajinou a Běloruskem. Rozlohu má 1256,27 km² a v roce 2020 zde žilo 37 989 obyvatel. Sídlem správy okresu je město Włodawa.

## Gminy
Městská:
- Włodawa

Vesnické:
- Hanna
- Hańsk
- Stary Brus
- Urszulin
- Włodawa
- Wola Uhruska
- Wyryki

## Město
- Włodawa

## Sousední okresy
| Růžice kompasu | Biała Podlaska, Parczew | Biała Podlaska | Brestský rajón | Růžice kompasu |
| Růžice kompasu | Parczew                 | Sever          | Kovelský rajón | Růžice kompasu |
| Růžice kompasu | Parczew                 | Okres Włodawa  | Kovelský rajón | Růžice kompasu |
| Růžice kompasu | Parczew                 | Jih            | Kovelský rajón | Růžice kompasu |
| Růžice kompasu | Łęczna                  | Chełm          | Kovelský rajón | Růžice kompasu |